# Рудня-Димерська
Ру́дня-Ди́мерська — село у Вишгородському районі Київської області.
15 листопада 1921 р. під час Листопадового рейду через Рудню-Димерську проходила Подільська група (командувач Сергій Чорний)  Армії Української Народної Республіки.

## Посилання

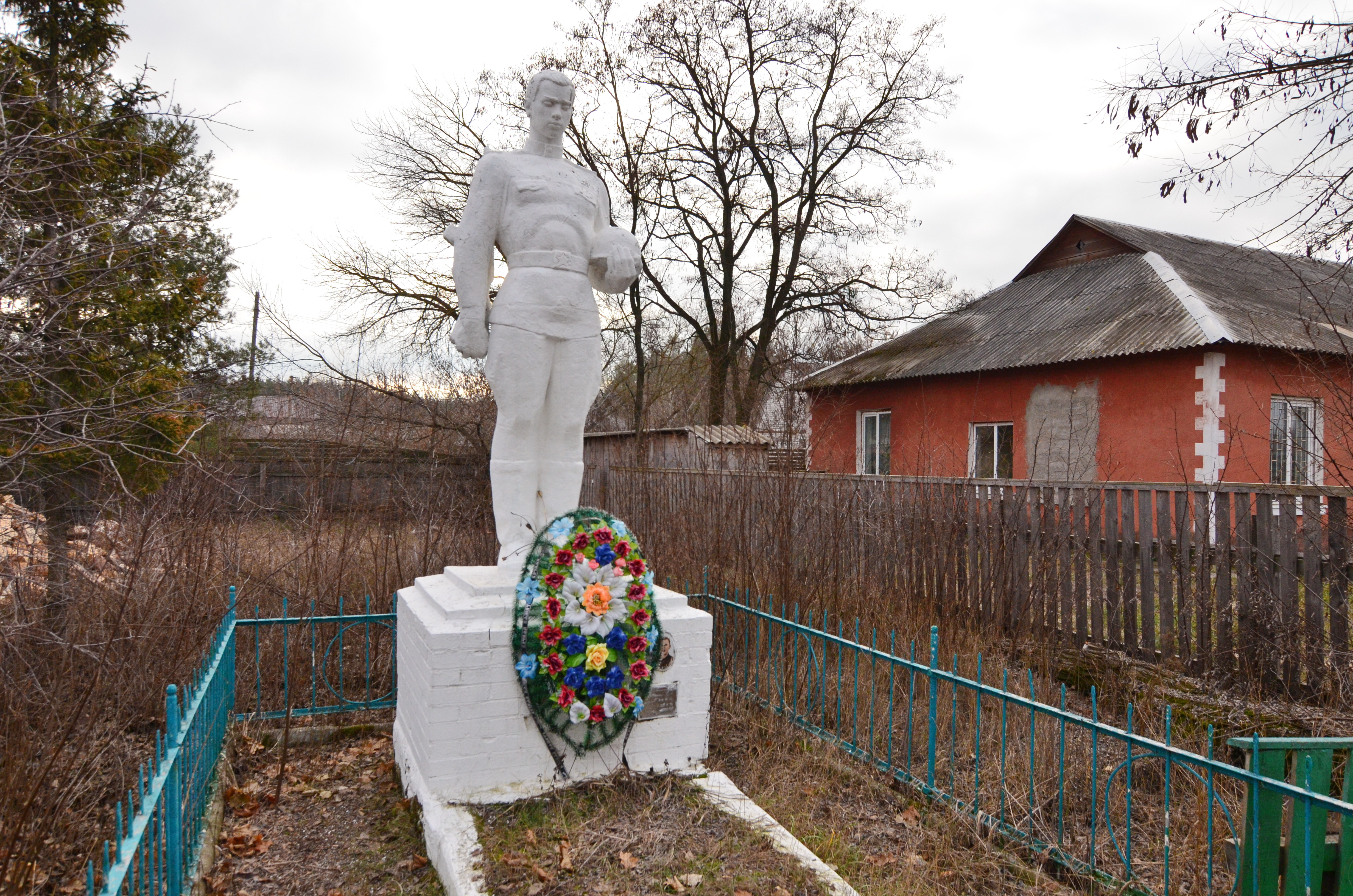
Братська могила радянських воїнів, що загинули у 1943 р.